# Jiwar al-Afas
Jiwar al-AFAS (tiếng Ả Rập: جوار العفص, cũng đánh vần là Jewar al-Afs) là một ngôi làng ở phía bắc Syria nằm ở phía tây Homs thuộc tỉnh Homs. Theo Cục Thống kê Trung ương Syria, Jiwar al-Afas có dân số 385 người trong cuộc điều tra dân số năm 2004. Cư dân của nó chủ yếu là Kitô hữu Chính thống Hy Lạp.